# Reggenza di Sanggau
La reggenza di Sanggau (in indonesiano: Kabupaten Sanggau) è una reggenza dell'Indonesia, situata nella provincia di Kalimantan Occidentale.